# Wrangell
Wrangell is een plaats (city) in de Amerikaanse staat Alaska, en valt bestuurlijk gezien onder Wrangell-Petersburg Census Area. Sinds 1 juni 2008 vormt het onderdeel van de 'City and Borough of Wrangell'.

## Geschiedenis
Wrangell is een van de oudste nederzettingen van Alaska die niet door de oorspronkelijke bevolking is gesticht. In 1811 begonnen de Russen hier te handelen met de Tlingit. In 1834 liet baron Ferdinand von Wrangel, het toenmalige hoofd van de Russische belangen in Russisch Amerika, hier Fort Sint-Dionysius bouwen, nabij het Naanyaa.aayi clanhuis van opperhoofd Shakes. In 1840 werd het door de Russen geleased aan de Hudson's Bay Company en hernoemde het naar Fort Stikine. Het bedrijf begon daarop te jagen op zeeotters en bevers, maar kwam zo in conflict met de Tlingit, die de nabijgelegen Stikinerivier altijd hadden gebruikt als handelsroute. De Britten brachten echter infectieziekten met zich mee, waarop twee pokkenepidemieën uitbraken onder de Tlingit in 1836 en 1840, waardoor hun bevolking met de helft verminderde en hun protest als gevolg daarvan verzwakte. In 1849 ontruimde het bedrijf de plaats nadat de voorraden zeeotters en bevers opraakten. In 1867 werd Alaska overgedragen aan de Verenigde Staten en verloren de Britten hun rechten op de plek.
In 1868 bouwden de Amerikanen de militaire post Fort Wrangell op de plek, waarop er een gemeenschap ontstond rond het fort als gevolg van de handel met goudzoekers tijdens de goudkoortsen van 1861, 1874 tot 1877 en 1897. Net als in Skagway verrezen in deze plaats, die al snel de naam Wrangell kreeg, veel gokhallen, danszalen en barren. In 1874 voeren duizenden gelukzoekers de Stikinerivier op in de richting van het gebied rond Cassiar (nu een spookstad) in het huidige British Columbia. In 1897 volgde een gelijksoortige stroom mensen naar Klondike.
In de jaren negentig van de 19e eeuw werden visvallen geplaatst in de monding van de Stikine en in de Straat Zimovia, waardoor de visserij en visverwerkende industrie in de plaats een impuls kregen. De visindustrie bleef daarop de belangrijkste economische basis voor de plaats tot de opkomst van de bosbouw in de jaren 50 van de 20e eeuw. De visvallen zorgden voor een grote aanslag op de zalmpopulaties in de Stikine en hadden tot gevolg dat de zalmvisserij op den duur bij gebrek aan vangst niet meer goed kon functioneren. Nadat Alaska in 1959 de status van staat kreeg, werden alle visvallen afgebroken door de Alaskaanse overheid, maar de visserij bleef aanwezig in de plaats en vormt nog altijd de belangrijkste activiteit van de bevolking.
In de jaren 50, de periode dat een grote brand een groot deel van het centrum van de plaats verwoestte, kwam de bosbouw op, die hout betrekt uit het Tongass National Forest. Aan deze periode herinnert nog een grote houtzagerij, die nog wordt gebruikt door het bedrijf Silver Bay Logging Company. Deze zagerij was eerst van de Alaska Pulp Corporation, die tot 1994 de grootste werkgever van de plaats was, maar dat jaar de deuren sloot. In 1998 werd de zagerij overgenomen door de Silver Bay Logging Company. In latere jaren maakte ook het toerisme zijn opwachting in de plaats.
De Kiks.ádi-clan van de Tlingit (bijna een kwart van de inwoners van Wrangell is lid van een oorspronkelijk volk) beheert het voormalige stamhuis van opperhoofd Shakes, op een klein eiland in de haven van Wrangell, door middel van de Wrangell Cooperative Association, dat daarnaast een 'Totem Park' beheert nabij het centrum van de plaats.

## Demografie
Bij de volkstelling in 2000 werd het aantal inwoners vastgesteld op 2308.
In 2006 is het aantal inwoners door het United States Census Bureau geschat op 2061, een daling van 247 (-10.7%).

## Geografie
Volgens het United States Census Bureau beslaat de plaats een oppervlakte van 183,5 km², waarvan 117,3 km² land en 66,2 km² water.
De plaats ligt in het noorden op het Wrangell Island waar de Zimovia Strait en Eastern Passage uitkomen op de Sumner Strait. Aan de overzijde van het water ligt in het zuidwesten Woronkofski Island. Ten noorden van de plaats mondt de rivier Stikine uit in Sumner Strait.

## Plaatsen in de nabije omgeving
De onderstaande figuur toont nabijgelegen plaatsen in een straal van 64 km rond Wrangell.